# Национальный археологический музей (Мадрид)
Национальный археологический музей, исп. Museo Nacional de Arqueología (до 2009 года — «Национальный археологический музей Испании») — находится во Дворце библиотек и музеев (исп. Palacio de Bibliotecas y Museos) в городе Мадрид, где также находится Национальная библиотека, а ранее, до слияния с музеем Прадо в 1971 года, также находился Музей современного искусства. Музей находится на улице Серрано рядом с Площадью Колумба.

## Описание
Музей основан в 1867 году на основании декрета Изабеллы II в связи с необходимостью создать музей, где бы хранились этнографические и археологические находки, предметы декоративного искусства и нумизматическая коллекция.
В этом музее, одном из лучших в Мадридской автономии, находится множество памятников древности. В саду создана великолепная и достоверная копия пещер Альтамира (провинция Сантандер), один из наиболее важных образцов наскальных рисунков периода палеолита в Европе. Наиболее важными экспонатами являются три скульптуры: Дама из Эльче (IV век до н. э.), Дама из Басы и Дама-дарохранительница с холма Святых (провинция Альбасете) — шедевры иберийской культуры, а также несколько золотых сокровищ иберов и культовых корон вестготов из Гваррасара VIII века.
Также среди сокровищ музея следует отметить египетские саркофаги и мумии, предметы декоративно-прикладного искусства римского периода истории Испании, арабские археологические находки и предметы эпохи Возрождения.
В 2011—2013 годах музей был закрыт на реставрацию.

## Галерея

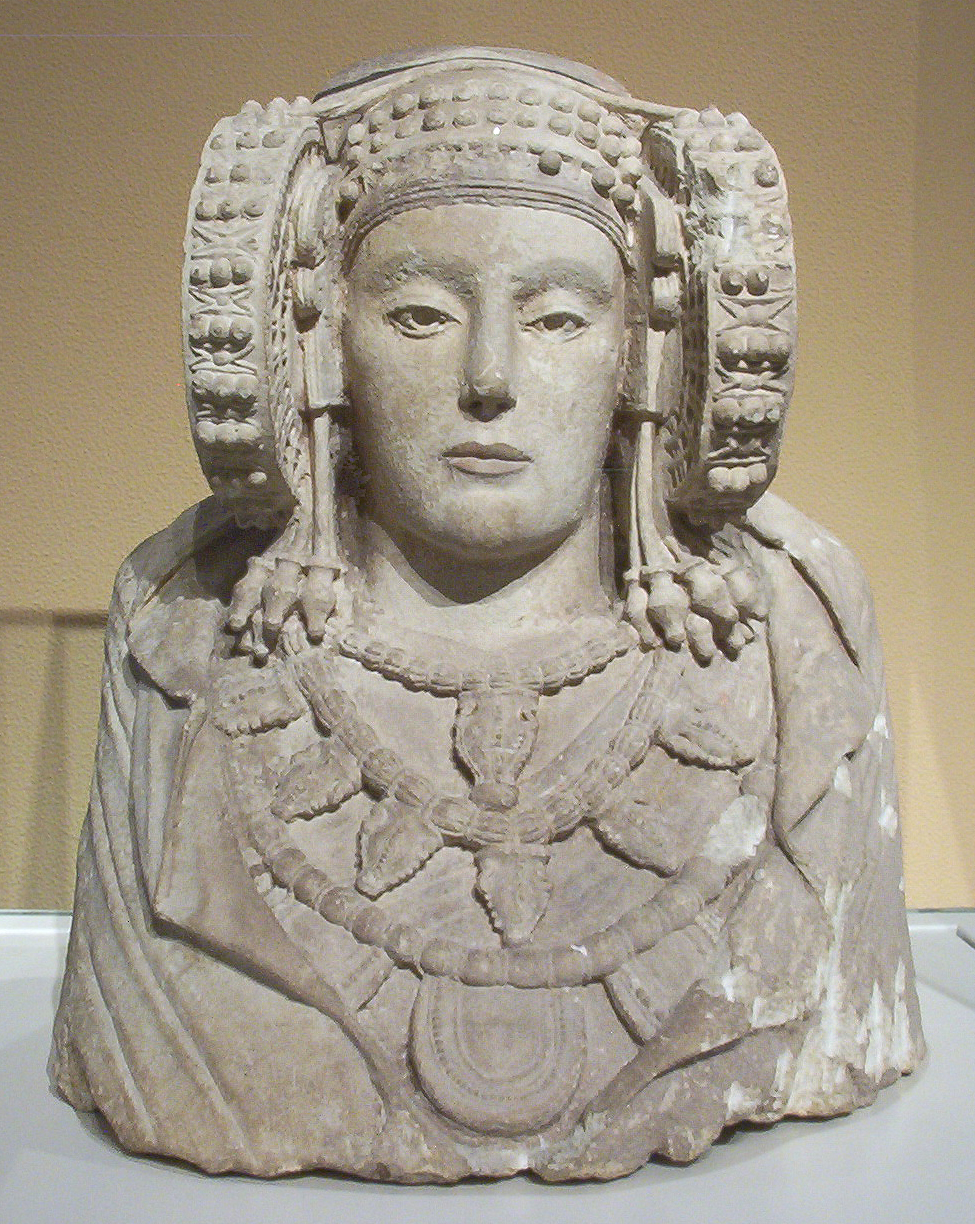
Дама из Эльче, IV век до н. э.
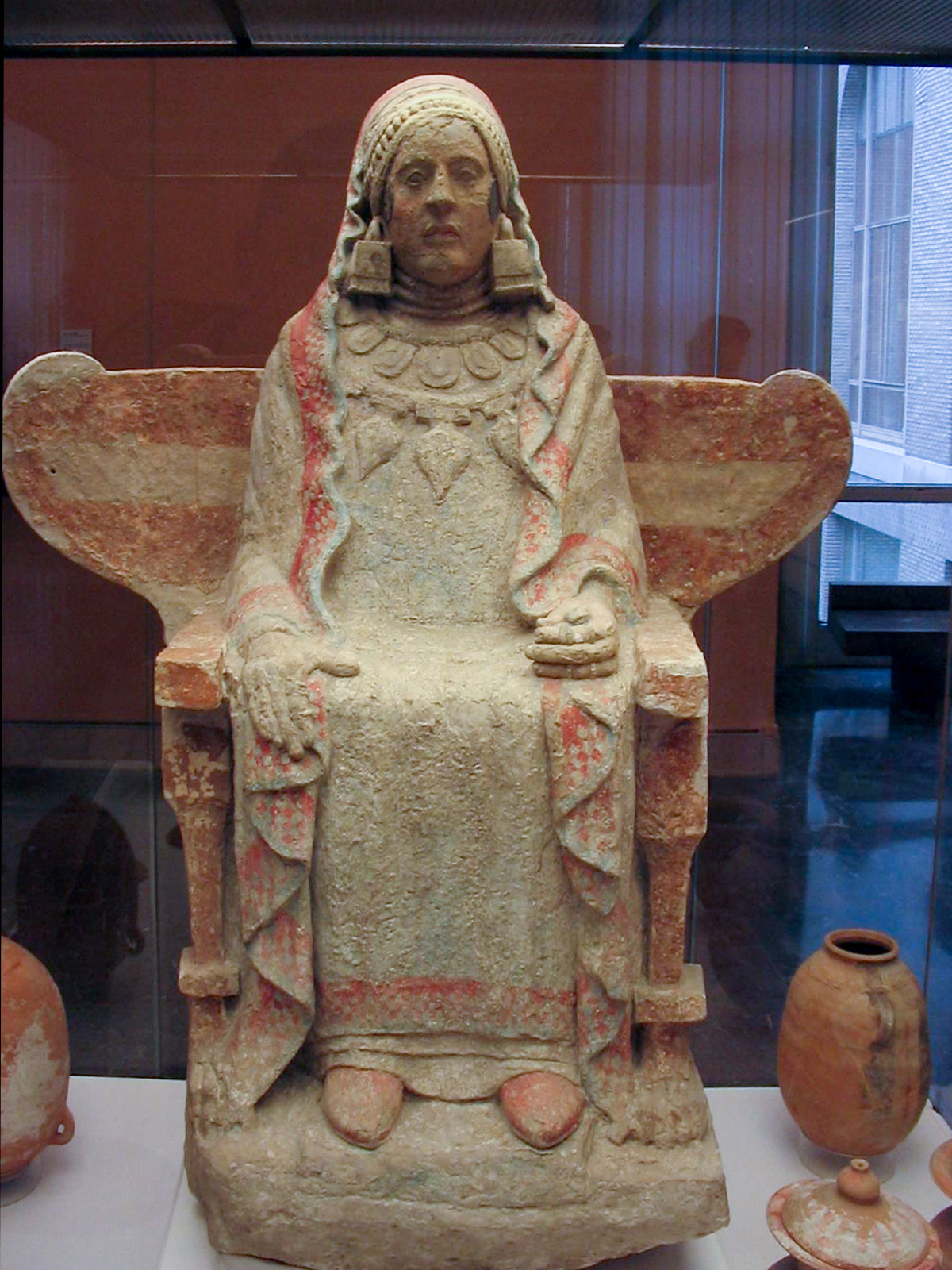
Дама из Басы - известняковая скульптура сидящей женщины. IV век до н. э.
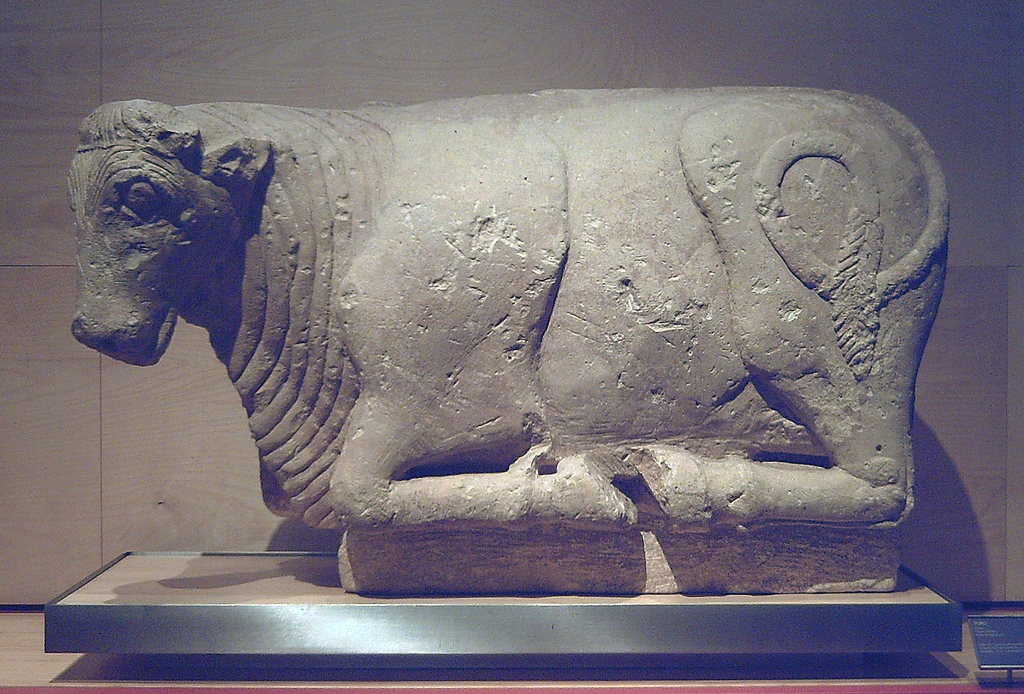
Бык из Осуны. конец V века до н. э.
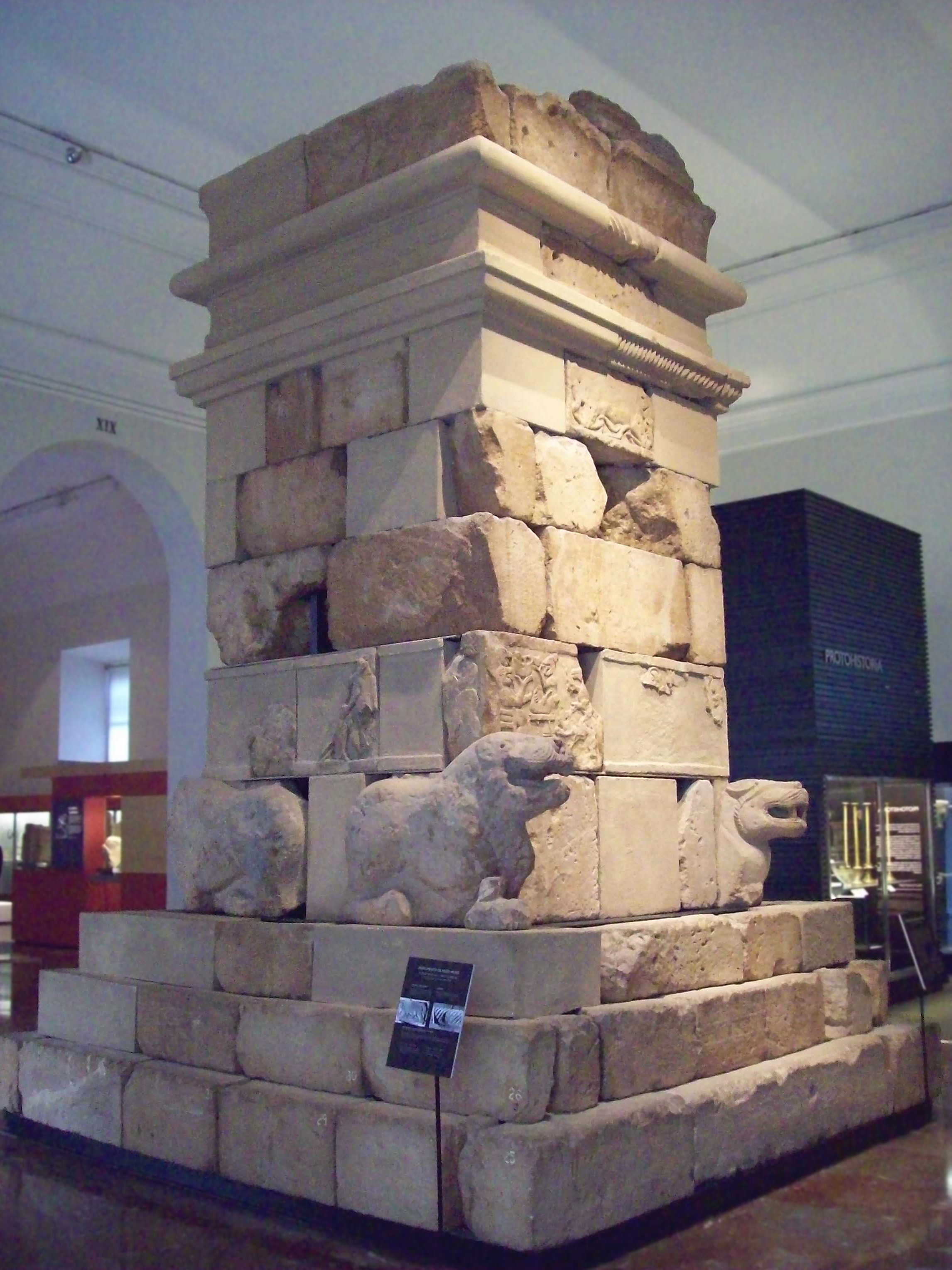
Мавзолей Sepulcro de Pozo Moro. ок. 500 год до н. э.
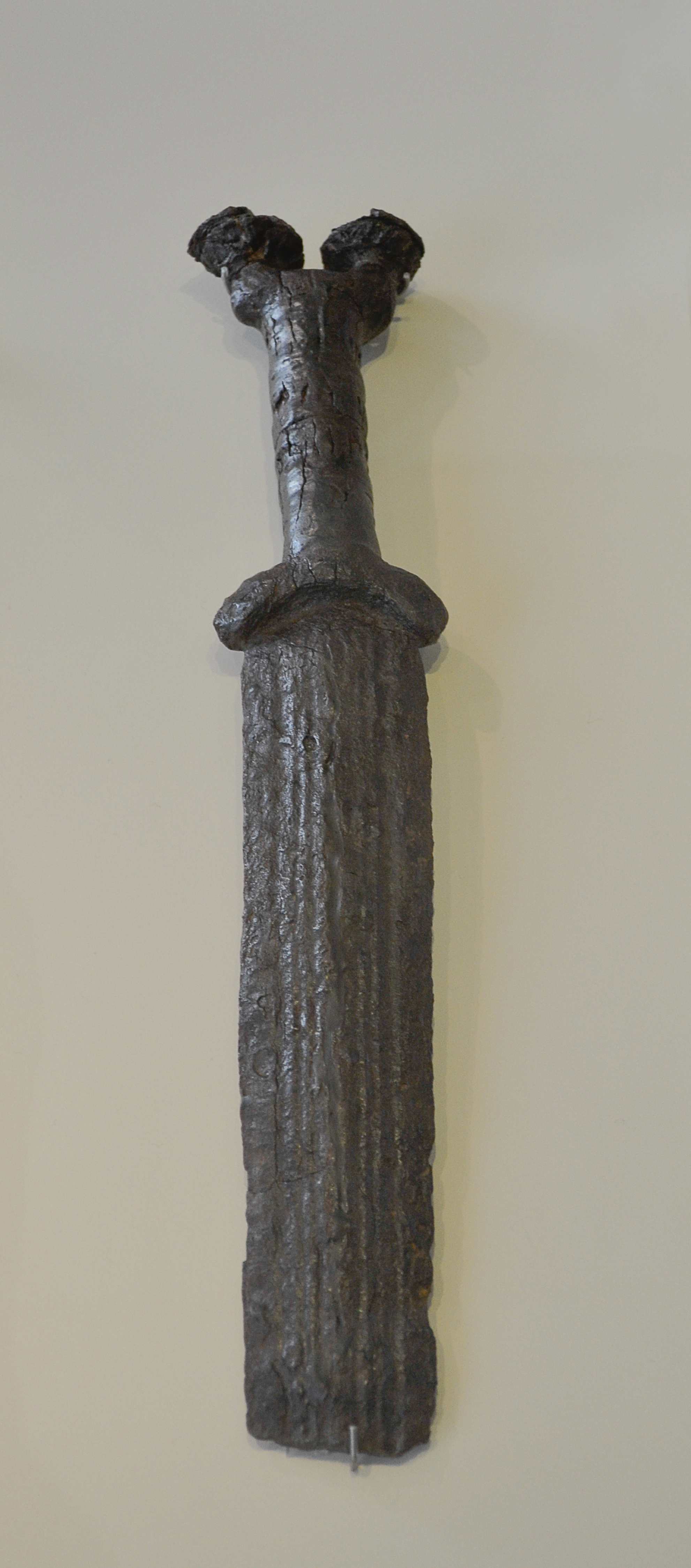
Иберийский меч с антеннами[5] из некрополя Вильярикоса, IV—III века до н. э.
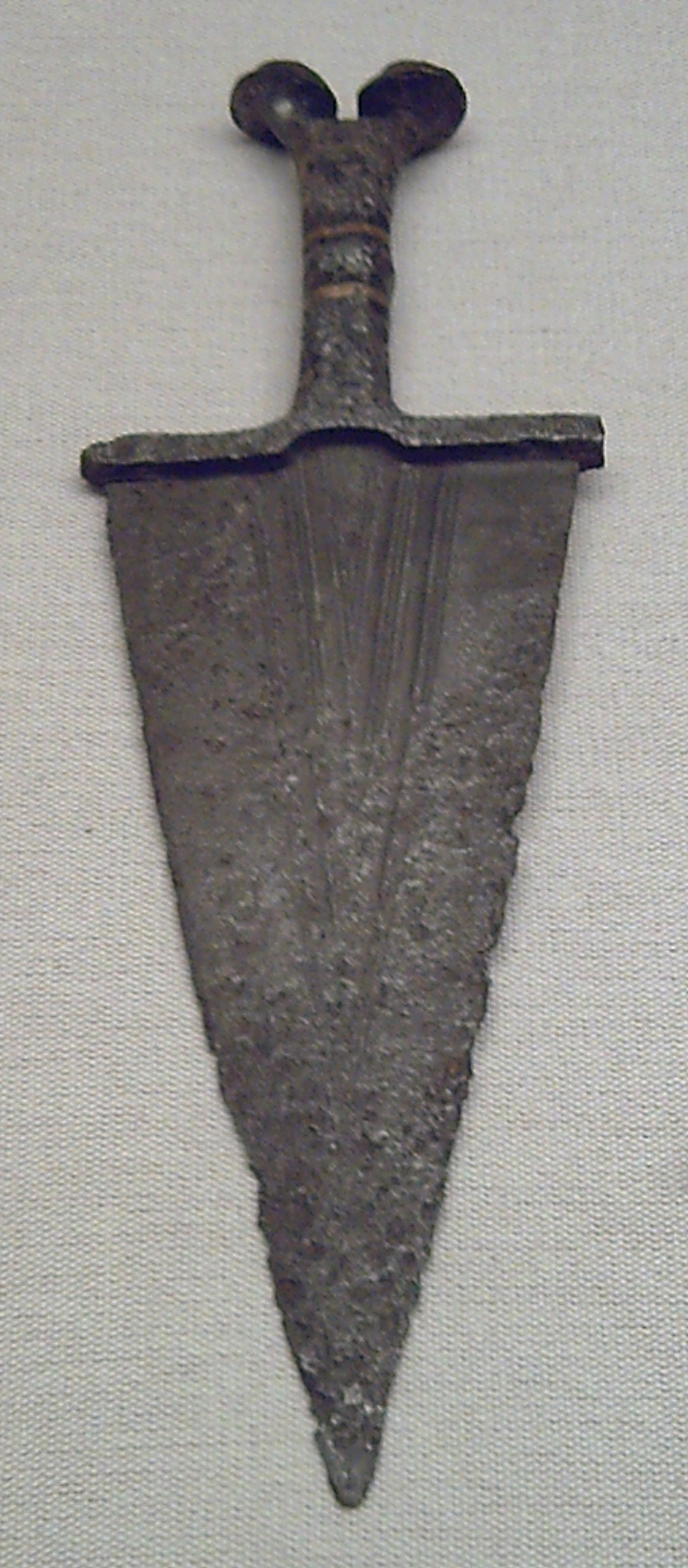
Иберийский кинжал с треугольным лезвием, гранёной рукояткой и двумя антеннами[5], IV-III века до н. э.
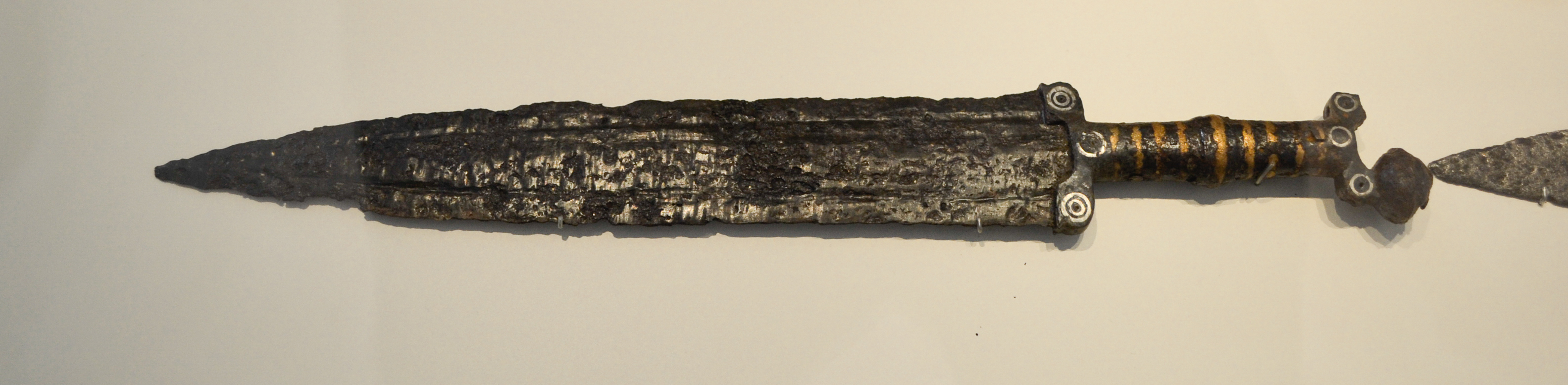
Иберийский меч без одной антенны[5], конец V— начало IV веков до н. э.
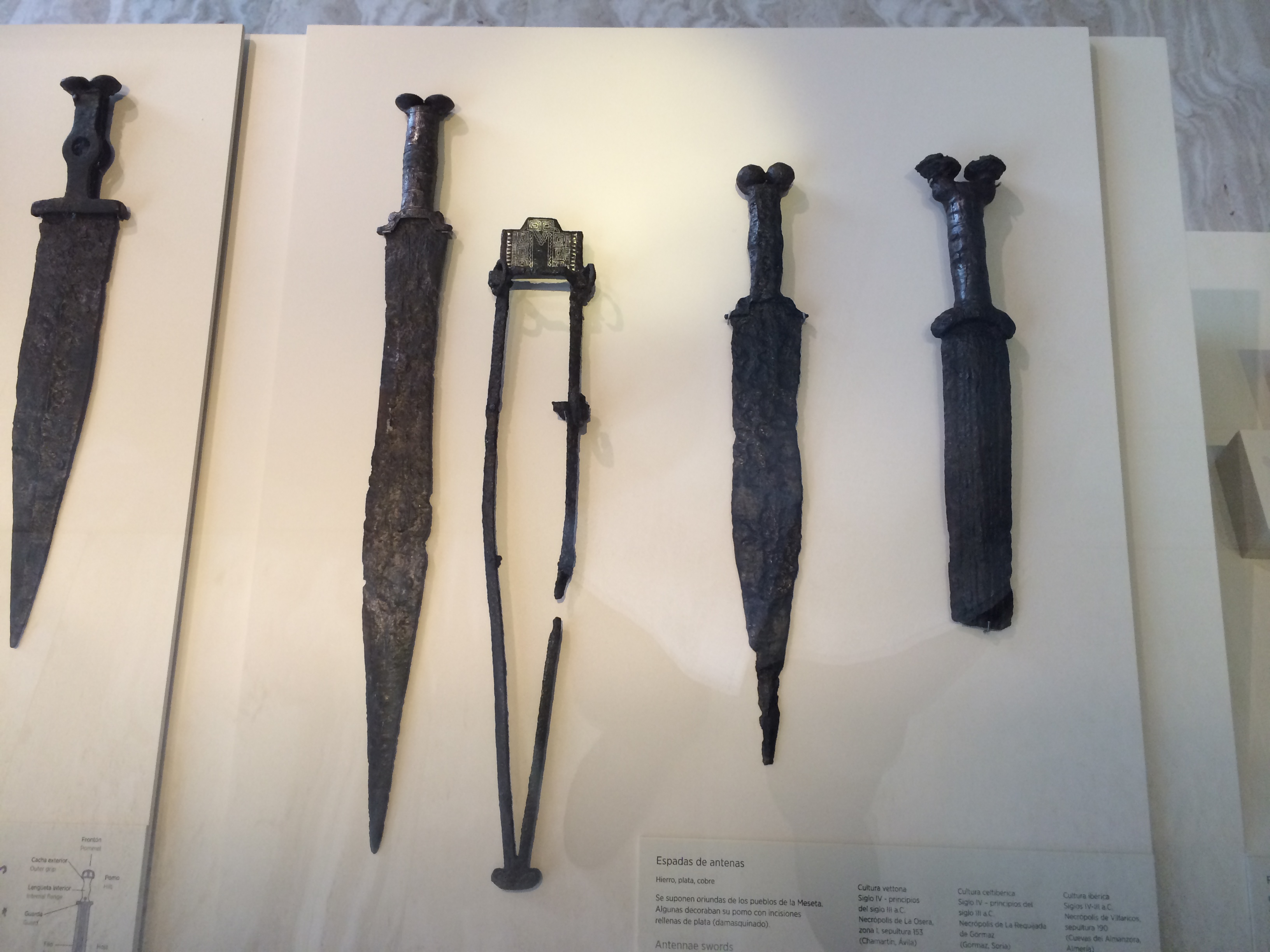
Кельтыберийские мечи с антеннами
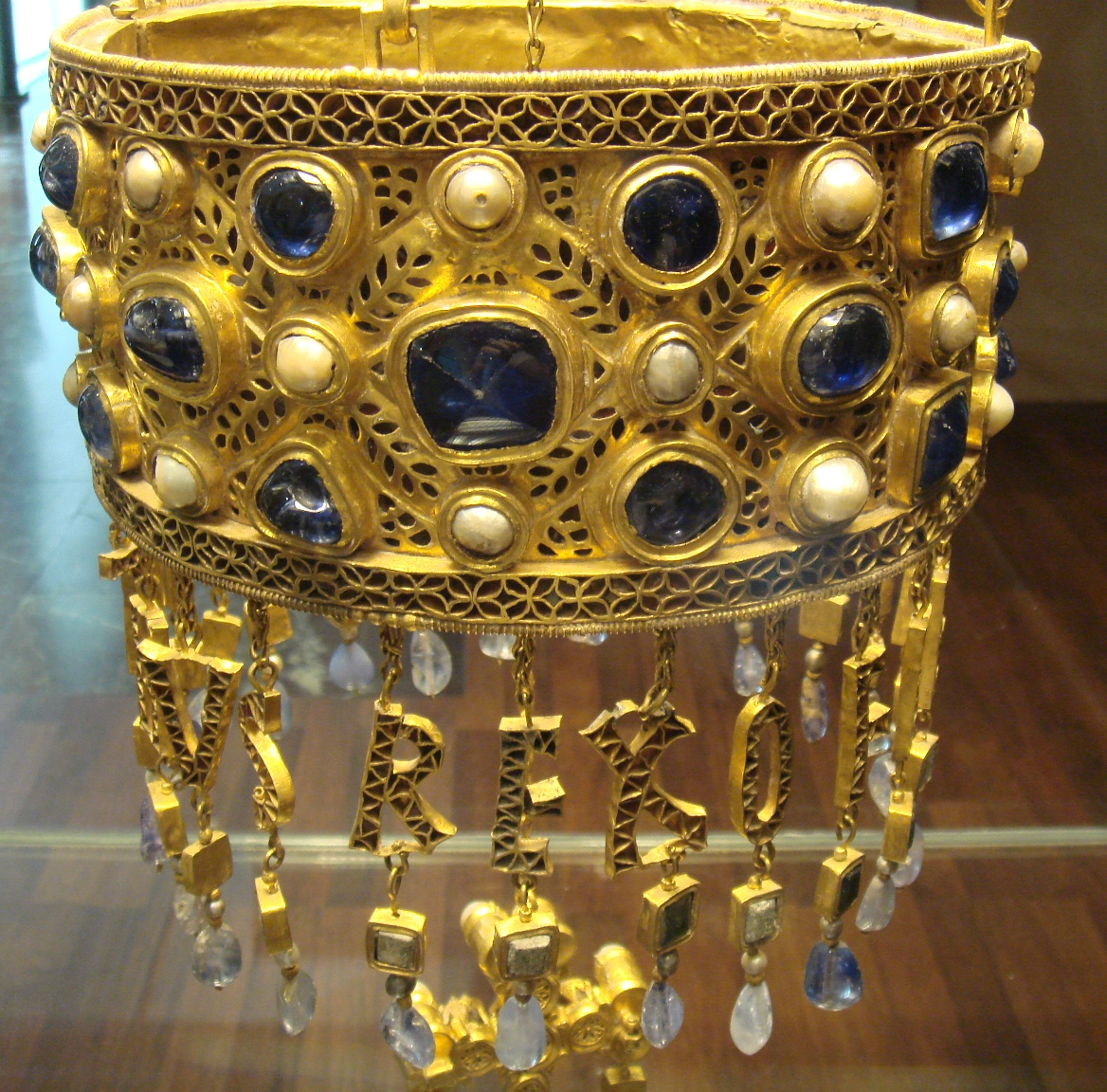
Корона Реккесвинта (фрагмент) из клада из Гваррасара. VII век.
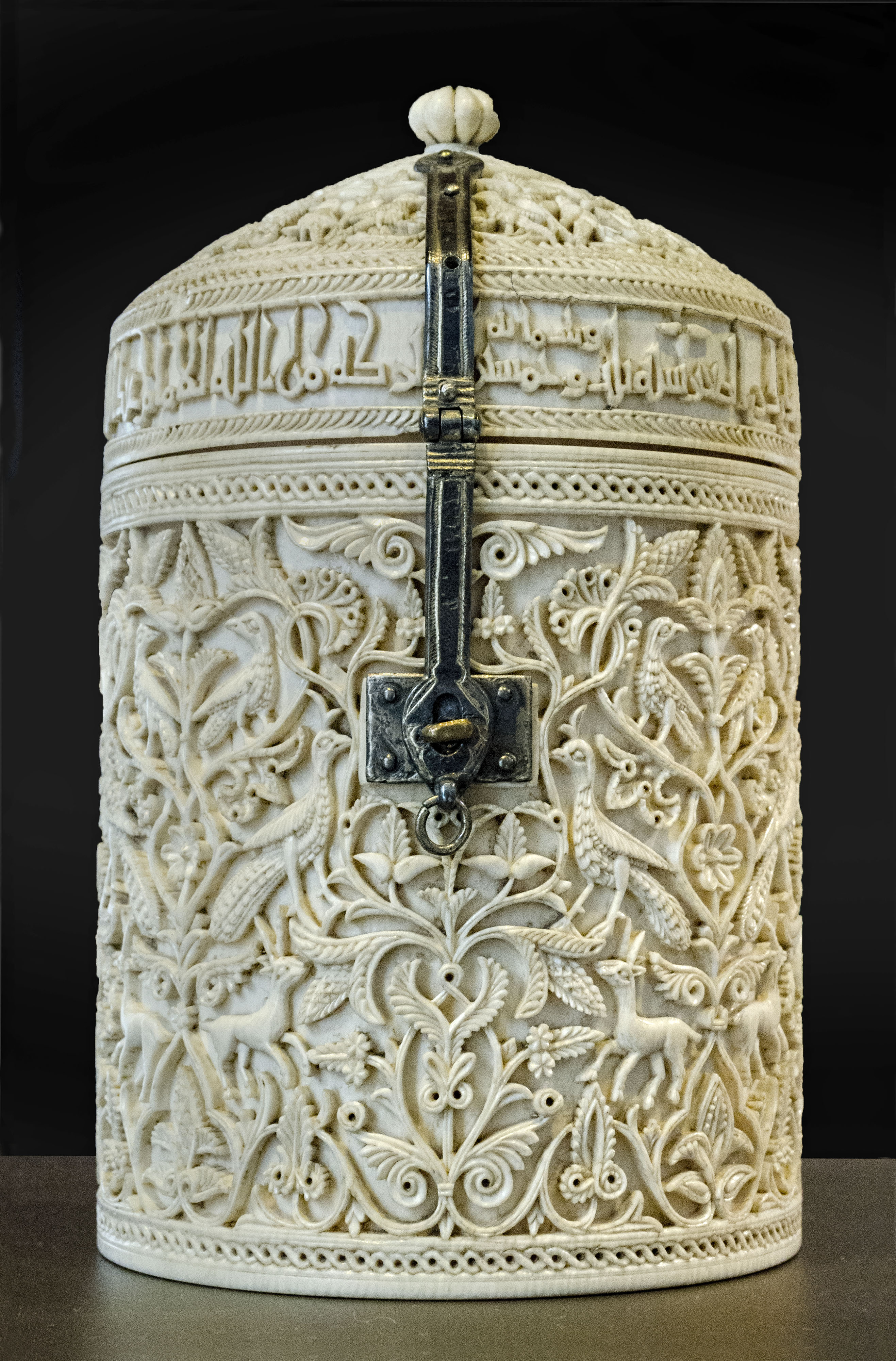
Саморская шкатулка из слоновой кости. Кордовский халифат, 964 год
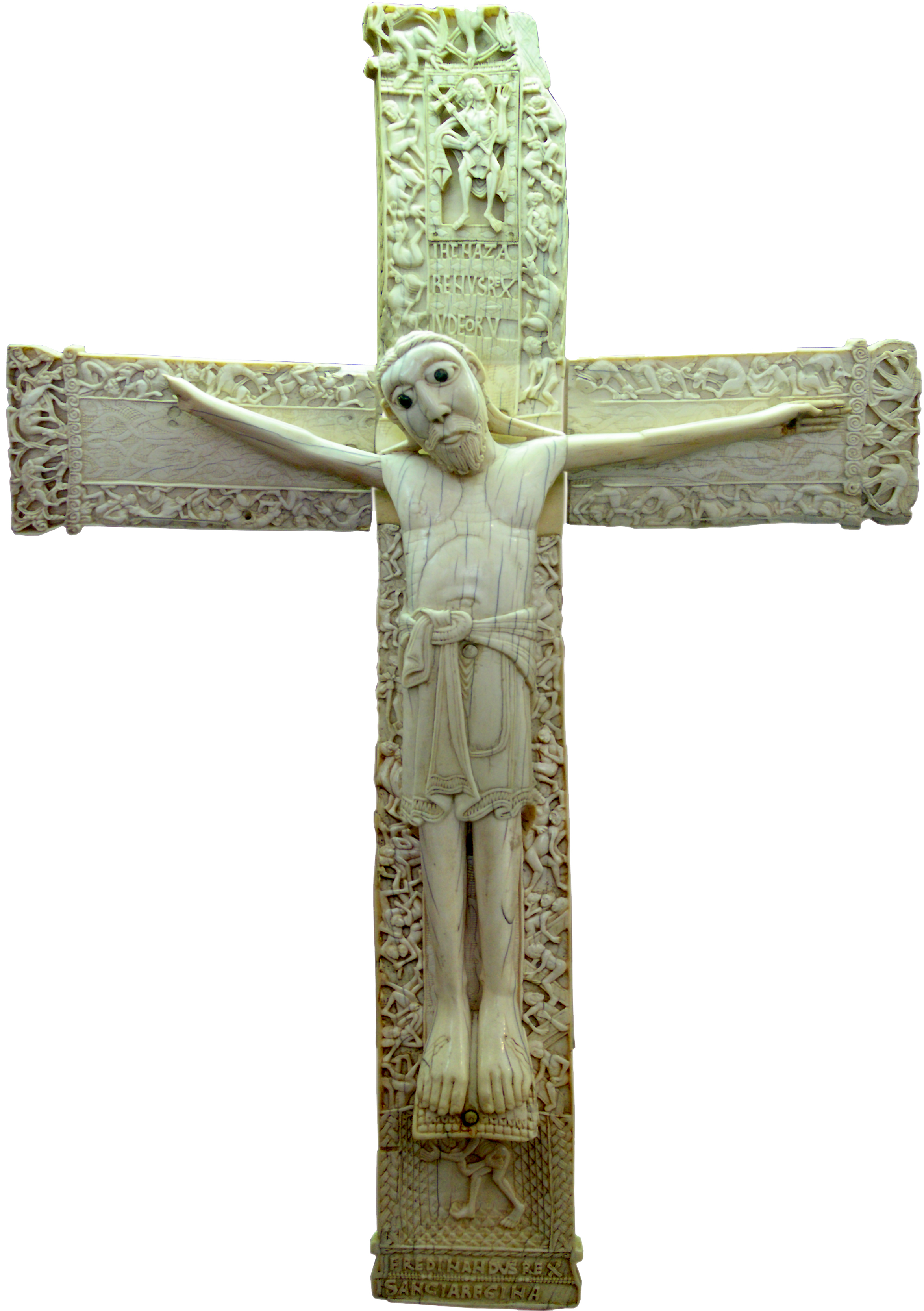
Распятие Фердинанда и Санчи. 1063 год
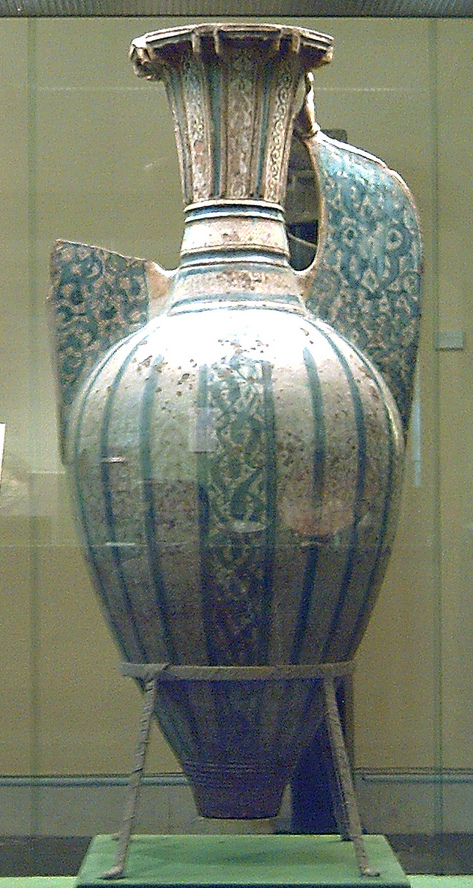
Одна из крупных ваз (134 см высотой). около 1400 года, Альгамбра, Гранада